# Antoine Lanciaux
 (octobre 2023).
 (octobre 2023).
Antoine Lanciaux, né le 29 décembre 1970 à Saint-Riquier, est un réalisateur, scénariste et animateur de films d’animation français.

## Biographie
En 1989, Antoine Lanciaux découvre le cinéma d’animation à l’ESAAT (École supérieure des arts appliqués de Roubaix), et réalise ses premiers films en dessins et en papiers découpés.
En 1991, il intègre l’équipe de Folimage et se perfectionne à la technique du papier découpé auprès de Michel Ocelot sur Les Contes de la nuit. En 1995, après avoir travaillé comme animateur, layout-man, et storyboarder sur des séries et premiers courts métrages produits par le studio Drômois , il part à Londres se former auprès de Michael Dudok de Wit.
De 1996 à 2005, de retour à Folimage, il travaille aux côtés de Youri Tcherenkov, la mise en scène et l’écriture cinématographique. Ils font ensemble deux films en papier découpé, Le Chat Bayoun et Le Père Frimas, et cosignent adaptation, storyboards et scénarios de L’Enfant au grelot, La Prophétie des grenouilles, et Mia et le Migou, réalisés par Jacques-Rémy Girerd.
De 2006 à 2013, avec Pierre-Luc Granjon, Lanciaux cosigne et coréalise Les 4 saisons de Léon, une collection de quatre Spéciaux TV en marionnettes animées, mis en décors par Samuel Ribeyron, en musique par Normand Roger (en), et co-produit par l'ONF. En 2014, avec Sophie Roze, il coréalise deux films en papier découpé Peinture fraîche et Neige. Ces films sont reconnus à l'Internationale, et reçoivent un Cristal à Annecy.
Antoine Lanciaux a cosigné les scénarios de Vanille de Guillaume Lorin, et La Colline aux cailloux de Marjolaine Perreten.
Il réalise son premier long métrage, entièrement en papier découpé : Le Secret des mésanges,, ; la sortie est prévue le 22 octobre 2025. Le 4 septembre 2022, le film faisait l'objet d'un reportage diffusé par France Télévisions, Antoine Lanciaux y explique la genèse du projet et son travail de réalisateur.

## Filmographie

### Réalisateur
- 1991 : Fenêtre (court métrage)
- 1992 : Quelque chose à déboulonner, (court métrage) coréalisé avec Arnaud Pendrié
- 1992 : Piccadilly Marche, (court métrage) coréalisé avec Benoît Chieux
- 2003-2004 : Côté maison 1 & 2, génériques
- 2010 : L’Été de Boniface, coréalisé avec Pierre-Luc Granjon
- 2012 : L’Automne de Pougne, coréalisé avec Pierre-Luc Granjon
- 2013 : La Marche de Léon (clip)
- 2013 : Héloïse ô Héloïse (clip)
- 2014 : Neige[5], coréalisé avec Sophie Roze
- 2015 : Peinture fraîche, (court métrage) coréalisé avec Sophie Roze
- 2025 : Le Secret des mésanges[9],[13],[14]

### Assistant réalisateur
- 2003 : La Prophétie des grenouilles, de Jacques-Rémy Girerd
- 2020 : Vanille, de Guillaume Lorin

### Scénariste
- 1994 : L’Éclusier, de lui-même (court métrage)
- 1995 : Ma Petite planète chérie, de Jacques-Rémy Girerd, coécrit avec Jacques-Rémy Girerd
- 1997 : Patate, de Damien Louche-Pelissier et Benoît Chieux, coécrit avec Damien Louche-Pelissier et Benoît Chieux
- 2003 : La Prophétie des grenouilles, de Jacques-Rémy Girerd, coécrit avec Youri Tcherenkov et Jacques-Rémy Girerd
- 2002 : La Porte de non-retour, de Jean Odoutan, coécrit avec Jean Odoutan
- 2004 : Le Défilé, de lui-même (court métrage)
- 2005 : L’Hiver de Léon, de Pierre-Luc Granjon et Pascal Le Notre
- 2007 : Le Printemps de Mélie, de Pierre-Luc Granjon, coécrit avec Pierre-Luc Granjon
- 2008 : Mia et le Migou, de Jacques-Rémy Girerd, coécrit avec Youri Tcherenkov et Jacques-Rémy Girerd
- 2009 : L’Été de Boniface, de Pierre-Luc Granjon et lui-même, coécrit avec Pierre-Luc Granjon
- 2010 : Bombus de Mathias Varin (court métrage), coécrit avec Mathias Varin
- 2010 : Les Lions invincibles de Pierre Awoulbe Sauvalle, coécrit avec Pierre Awoulbe Sauvalle
- 2010 : Le Père Frimas de Youri Tcherenkov, coécrit avec Youri Tcherenkov
- 2011 : Un chat dans la gorge de Sarah Saidan (court métrage), coécrit avec Sarah Saidan
- 2012 : L’Automne de Pougne de Pierre-Luc Granjon et lui-même, coécrit avec Pierre-Luc Granjon
- 2015 : Neige de Sophie Roze et lui-même, coécrit avec Pierre-Luc Granjon
- 2015 : Peinture fraîche de Sophie Roze et lui-même (court métrage)
- 2015 : L’Armée des lapins de Pierre-Luc Granjon, coécrit avec Pierre-Luc Granjon
- 2015 : Le Petit Monde de Polo
- 2016 : Le Dinogromo de Christophe Gautry, coécrit avec Christophe Gautry
- 2018 : Owen et la forêt des loups de Pierre-Luc Granjon, coécrit avec Pierre-Luc Granjon
- 2020 : La Colline aux cailloux de Marjolaine Perreten, coécrit avec Marjolaine Perreten
- 2020 : Vanille de Guillaume Lorin, coécrit avec Aurore Auguste et Guillaume Lorin
- 2025 : Le Secret des mésanges de lui-même, coécrit avec Pierre-Luc Granjon

### Adaptateur/storyboarder
- 1992 : La Légende de Gayant (court métrage), adaptation et storyboard
- 1993 : Mine de rien de Jacques-Remy Girerd, adaptation et storyboard
- 1994 : L’Éclusier de lui-même (court métrage), storyboard
- 1995 : Ma petite planète chérie de Jacques-Remy Girerd, storyboard
- 1996 : L’Enfant au grelot de Jacques-Rémy Girerd, adaptation et storyboard
- 1997 : Le Monde du goûter de Pascal Le Notre (publicité), storyboard
- 2003 : La Prophétie des grenouilles de Jacques-Rémy Girerd, storyboard
- 2004 : Le Défilé de lui-même (court métrage), storyboard
- 2005 : L’Hiver de Léon de Pierre-Luc Granjon et Pascal Le Notre, storyboard
- 2007 : Le Printemps de Mélie de Pierre-Luc Granjon, storyboard
- 2009 : L’Été de Boniface de Pierre-Luc Granjon et lui-même, storyboard
- 2011 : L’Automne de Pougne de Pierre-Luc Granjon et lui-même, storyboard
- 2012 : Neige de Sophie Roze et lui-même, storyboard
- 2013 : Peinture Fraîche de Sophie Roze et lui-même (court métrage)
- 2018 : Owen et la forêt des loups de Pierre-Luc Granjon, storyboard
- 2022 : Interdit aux chiens et aux Italiens de Alain Ughetto, storyboard (avec Camille Rossi)
- 2024 : Zoobox de Myriam Schott, storyboard
- 2025 : Le Secret des mésanges de lui-même, storyboard

## Ouvrages
- 2007 : Léon, l’enfant ourson, Les Belles histoires/Bayard presse
- 2007 : L’Hiver de Léon, Nathan
- 2008 : Le Printemps de Mélie, Nathan
- 2008 : Bon anniversaire princesse Mélie !, Les Belles histoires/Bayard presse
- 2015 : Neige, l’aventure de Philémon, Les Belles histoires/Bayard presse
- 2015 : Mes Pantins de Neige, Jeu créatif/Mitik éditions
- 2017 : Snow Adventure, Story Box

## Distinctions
1996 : L’Enfant au grelot
- Cartoon d’or
- Meilleur film pour enfants, Festival de Stuttgart
- Cristal de la meilleure production jeunesse TV, Festival d’Annecy 2003 : La Prophétie des grenouilles
- Mention spéciale, Berlin
- Grand prix, Ottawa, Chicago, Poznań2007 : Le printemps de Mélie
- Grand prix d’Excellence, Montréal
- Meilleur film d’animation pour enfants, Banff
- Meilleur film pour enfants, Ljubjana
- Sélectionné à Rimouski, Bruxelles, Rennes, Winnipeg, Zagreb, London, Madrid, Poznań.

2008 : Mia et le Migou
- Prix Henri-Langlois
- Meilleur long métrage d’animation, Berlin, Rio de Janeiro, Sao Paulo,
- Prix à Paris, Lyon, Port Leucate, Lisbonne, Sousse, Montréal, San Francisco…

2008 : L’hiver de Léon
- Prix Beaumarchais, SACD pour le scénario
- Scénario sélectionné au Grand Prix du meilleur scénario TV et Côté court
- Laurier jeunesse de la télévision, Sénat 2008
- Grand prix d’Excellence et Finaliste au prix Gémeaux, Montréal
- Prix ONF, Vancouver
- Meilleur film pour enfants, Ottawa
- Meilleur programme animé, Toronto
- Prix Spécial du Jury, Séoul
- Prix à Bourg en Bresse
- Sélectionné à Bruxelles, Yorkton, Winnipeg, Acadie, Halifax, Florianopolis, Montevideo, La Matatena, Busan, Bermuda, Rio de Janeiro, Rimouski, Poznań, Brooklyn, Chicago
- Inscrit au dispositif École et Cinéma2010 : L’Eté de Boniface
- Distinction Spéciale du jury, Festival Animanima de Cacak, Serbie 2012
- Sélectionné à Montréal, Winnipeg, Bruxelles, Bilbao, Bucarest, Poznań, Zagreb, Cacak, Zlin, Rio de Janeiro, Sao Paulo, Séoul, Changzhou2010 : Le Père Frimas
- Prix du meilleur film pour enfants, Krok

2012 : L’Automne de Pougne
- Étoile d’or, St Laurent le minier
- Présentation au Festival Le Nombril du monde, Pougne-Hérisson
- Cristal du meilleure Spécial TV, Annecy
- Prix du meilleur film pour enfants, Stuttgart
- Prix du public et mention spécial du jury, Festival Anima, Bruxelles
- Grand Prix du meilleur programme TV, Pékin
- Prix à Porto Vecchio, Wissembourg, Saint-Pétersbourg et Banff
- Présélectionné au Cartoon d’Or 2013
- Sélectionné à Angoulême, Oullins, Cabrières, Ourense, Bruxelles, Meknès, Kecskemét, Séoul, Rio de Janeiro, Sao Paulo, Curtas, Dublin, Krok, Poznań, Lisbonne, Bratislava.

2015 : Neige
- Étoile d’or, St Laurent le minier
- Prix du meilleur film pour enfants, Stuttgart
- Prix à Pessas, Issy-les-Moulineaux
- Sélectionné à La Bourboule, Saint-Quentin, Val-d’Oise, Bruxelles, Séoul, Kecskemét, Rio de Janeiro, Sao Paulo, Krok, Yerevan, Bucarest, Chicago, Barcelone, Sichuan, Changzhou, Ljubljana, Seattle, Montréal, Lisbonne, Bosco Chiesanuova, Venise
- Inscrit au dispositif École et Cinéma

2021 : Vanille
- Best Animated Short Film (Fantastic Foxes Youth Jury), Children’s Film Festival of Seattle, États-Unis 2021
- Grand Prize for Best Animated Short, New York International Children's Film Festival, États-Unis 2021
- Coup de Cœur Les Femmes s’animent, Festival national du film d'animation (AFCA), Rennes, France 2021
- Cristal pour une Production TV, Festival international du film d’animation d’Annecy, France 2021
- Best of Fest Award, Chicago International Children’s Film Festival, États-Unis 2021